# Marco Sanna
Marco Sanna (Sassari, 27 dicembre 1969) è un allenatore di calcio ed ex calciatore italiano, di ruolo centrocampista, tecnico della primavera della Torres.

## Carriera

### Giocatore
Ha militato in tutte le categorie dalla Serie D ai professionisti giocando in quattro delle maggiori cinque società sarde. Per ogni campionato disputato non ha fatto registrare meno di 15 presenze in nessuna stagione.
Ha ottenuto due promozioni di categoria dalla Serie B alla Serie A, con il Cagliari nella stagione 1997-1998 e col Torino nella stagione 1998-1999.
Con il Cagliari milita in Serie A per cinque stagioni passando dalla Serie C2 di Tempio alla Coppa UEFA. Lasciata Cagliari per Torino, vi rimane una stagione per poi passare alla Sampdoria con cui disputa tre stagioni.
Tornato a Sassari, qui gioca quattro stagioni segnando una rete nella sua città natale che porta anche ai play-off per la Serie B e che deve abbandonare dopo lo svincolo per il fallimento della società sassarese.
Dal 2006 al 2009 gioca nella Nuorese.
In un articolo pubblicato sul numero del 6 ottobre 2010 del quotidiano regionale sardo "La Nuova Sardegna", Marco Sanna annuncia il suo ritiro dal calcio giocato.
In carriera ha totalizzato complessivamente 127 presenze in Serie A e 122 in Serie B.
Nel dicembre del 2010 Marco Sanna torna ad allenare ed a giocare andando a Tempio in Promozione, dove trascorse le sue prime sei stagioni da giocatore professionista tra il 1986 ed il 1992, in sostituzione dell'esonerato Luca Raineri.

### Allenatore
Nel dicembre 2011 diventa allenatore della Nuorese subentrando al dimissionario Giovanni Scanu.
A fine 2013 viene ingaggiato alla guida dell'Ozierese, in Promozione girone B, al posto di Agostino Fraoni.
Nell'ottobre 2014 firma come nuovo allenatore dell'Alghero A fine stagione, dopo la retrocessione in Promozione, non viene confermato.
Il 10 novembre 2015 viene annunciato il suo ingaggio come allenatore della Torres, militante in Serie D, al posto dell'esonerato Giuseppe Ferazzoli. A fine stagione non viene confermato ed è sostituito da Guglielmo Bacci.
Il 13 settembre 2016 torna in panchina, infatti viene ingaggiato dal Grosseto, militante nel girone E della Serie D. Successivamente, il 12 dicembre dello stesso anno, con la squadra nelle zone basse della classifica e una situazione societaria deficitaria, viene esonerato.
A pochi giorni dall'inizio del torneo di Serie D 2017-2018 viene ingaggiato dal Latte Dolce venendo esonerato però dopo un solo mese per far spazio a Massimiliano Paba che proprio a Sanna aveva lasciato il posto.
Il 26 ottobre 2018, viene annunciato il suo ritorno sulla panchina della Torres in Serie D, al posto dell'esonerato Pino Tortora. Il 26 marzo 2019, esattamente cinque mesi dopo il suo ingaggio,con la squadra reduce da tre sconfitte di fila, viene sollevato dall'incarico.
Il 17 giugno 2020 la Nuorese, che disputerà il campionato di Eccellenza regionale, comunica di aver raggiunto l'accordo per il ritorno del tecnico sassarese sulla panchina verde-azzurra. A fine stagione,società e tecnico decidono di comune accordo di non rinnovare il contratto per l'annata 2021-22.
Il 3 gennaio 2023 viene annunciato come nuovo allenatore dell'Ossese, squadra militante nel torneo Sardo di Eccellenza, al posto del dimissionario Giampiero Loriga.  Al termine del campionato, la società bianconera, comunica che il contratto del tecnico non verrà rinnovato.
Nel giugno 2023 ritorna nuovamente alla Torres, questa volta per guidare la formazione primavera.

## Palmarès

### Giocatore

#### Competizioni nazionali
- Campionato Interregionale: 1

Tempio: 1986-1987